# 北京地铁DKZ76型电动车组
北京地铁DKZ76型电动车组是北京地铁的电动车组车款之一，也是北京市首批采用自主知识产权技术的全自动运行地铁列车之一，其出库、行驶、回库等一系列操作均可在无人值守的状态下进行。
列车全部由中车长春轨道客车股份有限公司制造，为两动两拖4节（远期扩编为6节）B型编组，目前在燕房线运营，配属于阎村北车辆段。

## 列车编组
|            | DKZ76（海豚号） ←燕山方向阎村东方向→ |          |          |         |
| 车厢编号   | YF 0××1                              | YF 0××2  | YF 0××3  | YF 0××4 |
| 车厢型号   | DK272                                | DK270    | DK271    | DK272A  |
| 集电靴     | 有                                   | 无       | 无       | 有      |
| 形式区分   | Tc1                                  | M1       | M2       | Tc2     |
| 动力单元   | 单元1                                | 单元1    | 单元2    | 单元2   |
| 安装机器   | SIV (R)                              | VVVF (L) | VVVF (R) | SIV (L) |
| 定员载客量 | 226人                                | 254人    | 254人    | 226人   |
| 超员载客量 | 302人                                | 329人    | 329人    | 302人   |

## 列车设计

### 外观设计
DKZ76 型列车的造型灵感来自飞跃的海豚，因此被北京轨道运营官方称作“海豚号”。全车采用 SUS301 不锈钢车体，并充分利用仿生学原理，将海豚的流线型幻化在车头形象中，不仅美观，还能降低空气阻力。
列车的前灯/尾灯和车身色带借鉴琉璃河商周遗址，采用类似长城的纹样，其中前灯/尾灯可根据列车的向前/向后指令点亮红灯或白灯。

### 内部设计
列车的车厢主体采用圆弧形设计，以白色为主色调，配以蓝色挡风板提色；座椅的优先座区域被漆为黄色，其附近设有带轮椅固定器的腰靠装置。
列车的座椅在客室两侧对称分布，每节先头车厢设有6个六人座椅，每节中间车厢设有6个六人座椅和2个二人座椅；所有座椅均在靠背处增设支撑点，并在座椅下方设有电加热装置。

## 电气系统

### 牵引系统
列车采用由南车时代电气自主研发的牵引系统，每列车的中间两节动车（2车厢和3车厢）下方分别装有一台 TGN53F 型牵引逆变器，二者朝向相反。每台逆变器的重量为 490 kg，额定输出电流 2×480 A，标称输出容量 2×530 kVA（极限输出容量可达 2×600 kVA），2个逆变器单元集成在1个逆变柜中，为所在动车的4台牵引电动机提供三相 VVVF 电源。
牵引逆变器的变流单元为 IBCM60G3 型 IGBT 模块，采用抽屉式结构，冷却方式为热管散热器走行风冷。每个模块中集成了8个 1700 V/1600 A 的 IGBT 元件作为逆变器的三相桥臂和制动桥臂，其上的元件连接采用低感母排，减少了线路上的杂散电感，省去了吸收电路，使逆变电路更为简洁可靠，且无环境污染。

### 辅助供电系统
列车采用由南车时代电气自主研发的辅助供电系统，每列车的首尾两节拖车（1车厢和4车厢）下方分别装有一台辅助电源，二者朝向相反。辅助电源的主体部分采用二电平电压型辅助逆变电路，其交流输出容量为 195 kVA，直流输出容量为 25 kW。

### 制动系统
列车使用的 EP09 型制动系统采用气电分离的设计，由独立的电子控制单元（EBCU）和气动控制单元（PBCU）组成，采用架控方式的微机控制机制模拟直通式电空制动系统的运作，可实现远程缓解、制动施加指示、车轮防滑保护、制动缸压力连通控制等功能。具体而言，每节车厢都安装一套制动系统，每套系统包含一台网关控制单元 EP09G 和一台制动控制单元 EP09S，其中 EP09G 通过 MVB 总线接收制动指令和电制动信号，计算本单元中各个转向架上应施加的空气制动力，并通过 CAN 总线传送给本单元的各架控 EP09S。在两节车厢（1M1T）组成的一个 CAN 网段内，两套 EP09G 分别工作在主从模式，互为冗余，提高了制动系统的可靠性。

### 空调系统
列车采用由广州中车轨道交通空调装备提供的空调系统，每节车厢的车顶两端各安装一台制冷量为 29 kW 的 DL29P 型空调机组，每个司机室的顶部各安装一台制冷量为 2.8 kW 的 DL2.4B 型空调机组，所有机组均以 R407C 为制冷剂。

### 乘客信息系统
- 列车在车头和车侧安装了厚度 70 mm 的黄色 LED 目的地显示屏，显示列车运行的终点站。车头的显示屏为 16×112 点阵，采用中文单行显示方式；车侧的显示屏为 24×128 点阵，采用中英文双行显示方式[31]。
- 每节车厢设有8块28寸的LCD动态地图，每块的分辨率为 1920×360，可动态显示列车的运行路线、开门侧、运行方向等信息[32]。
- 每节先头车厢设有6块LCD信息屏，每节中间车厢设有8块LCD信息屏。每块LCD信息屏的分辨率为 1280×1024[33]，除显示当前时间和前方车站外，还会定期更新不同的视频节目[34]。

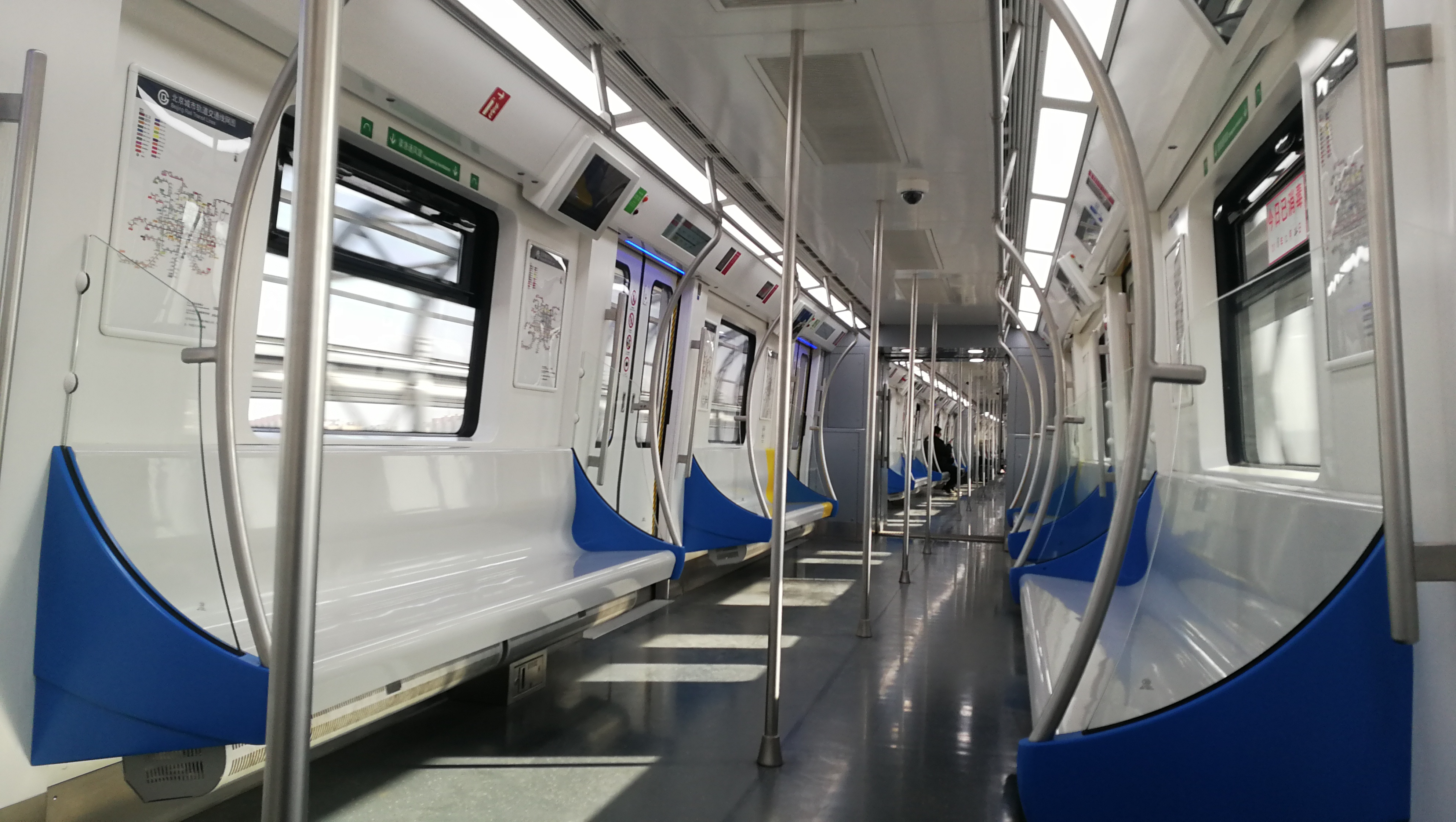
座椅
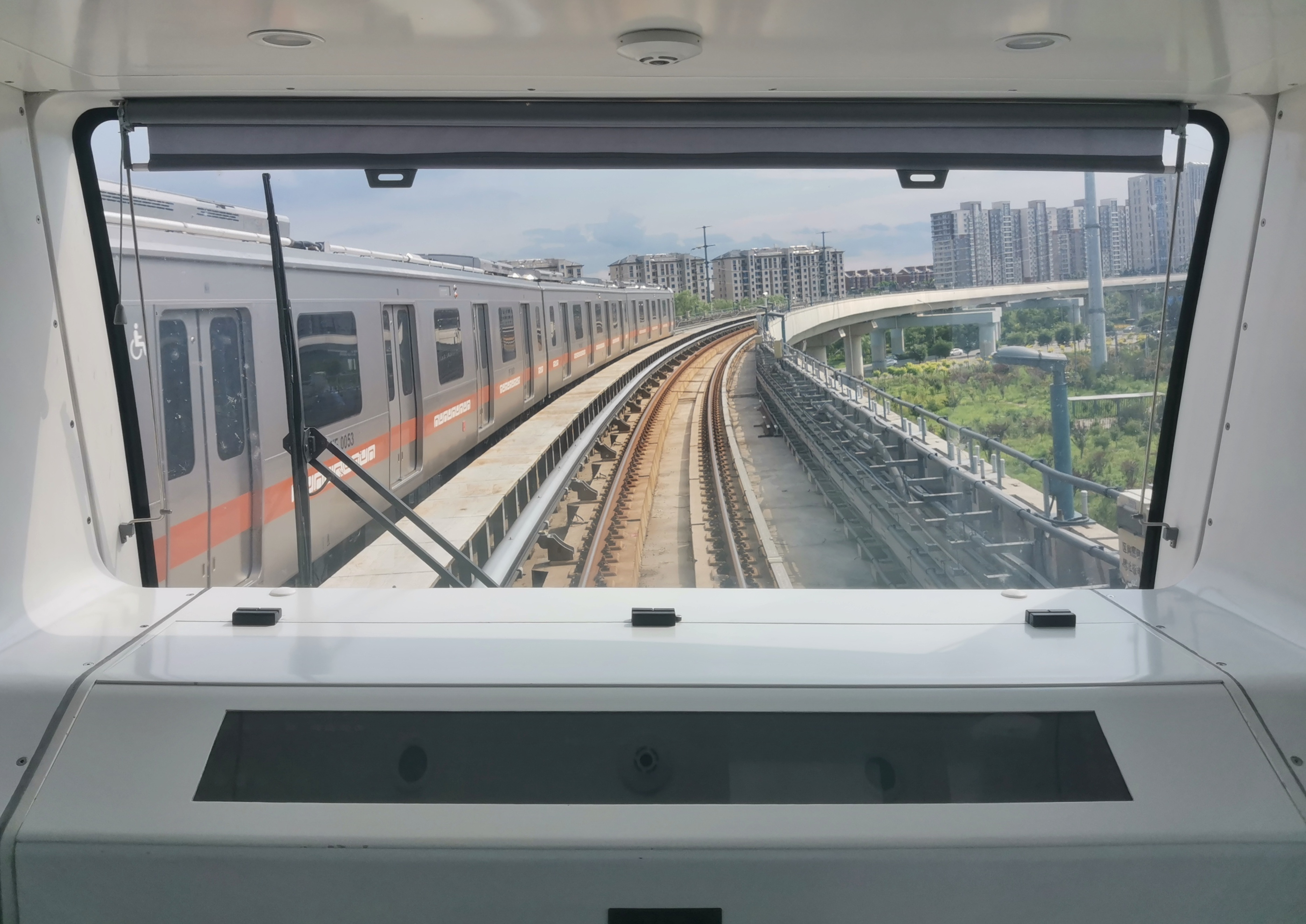
车头/车尾
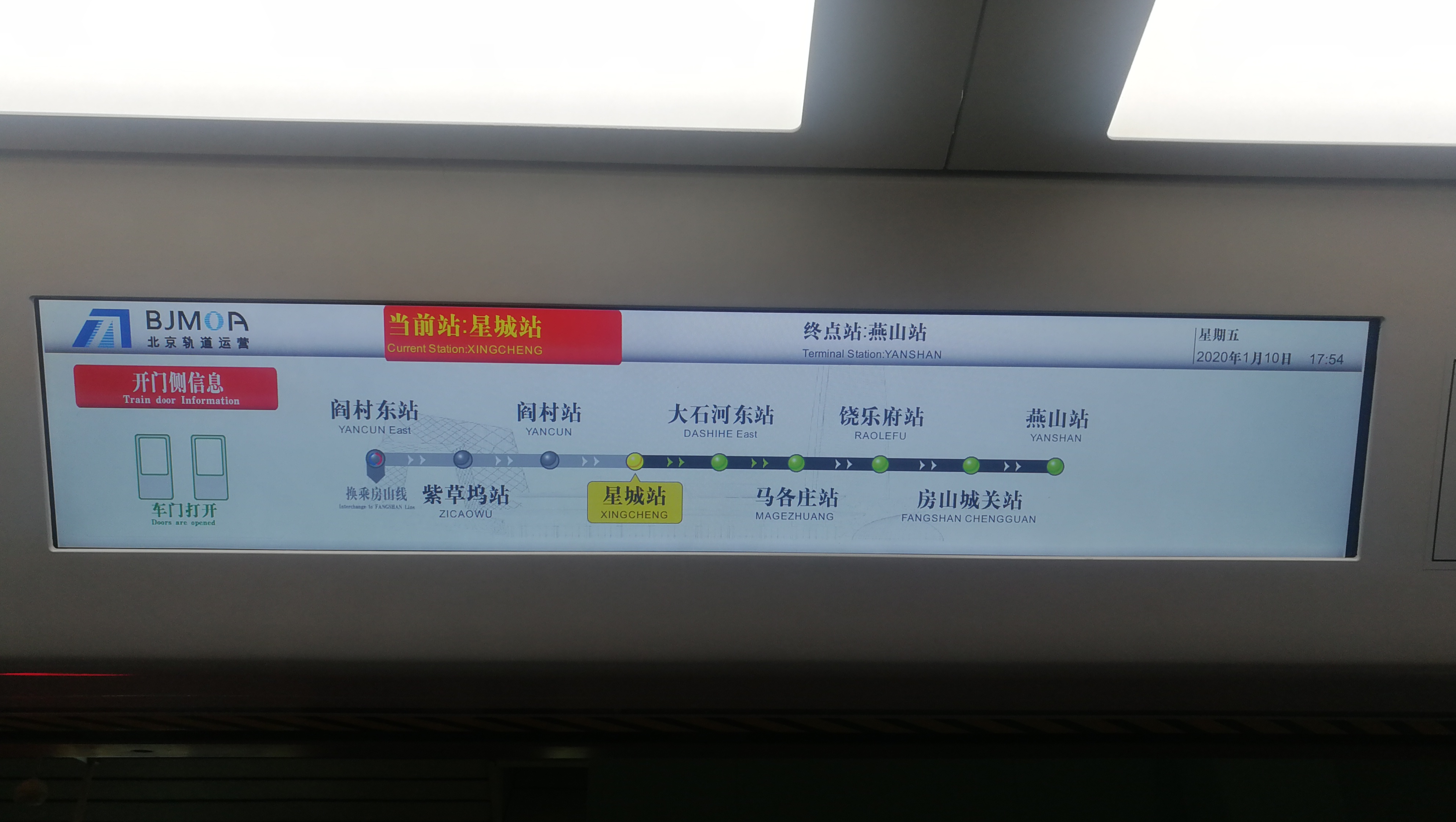
动态地图
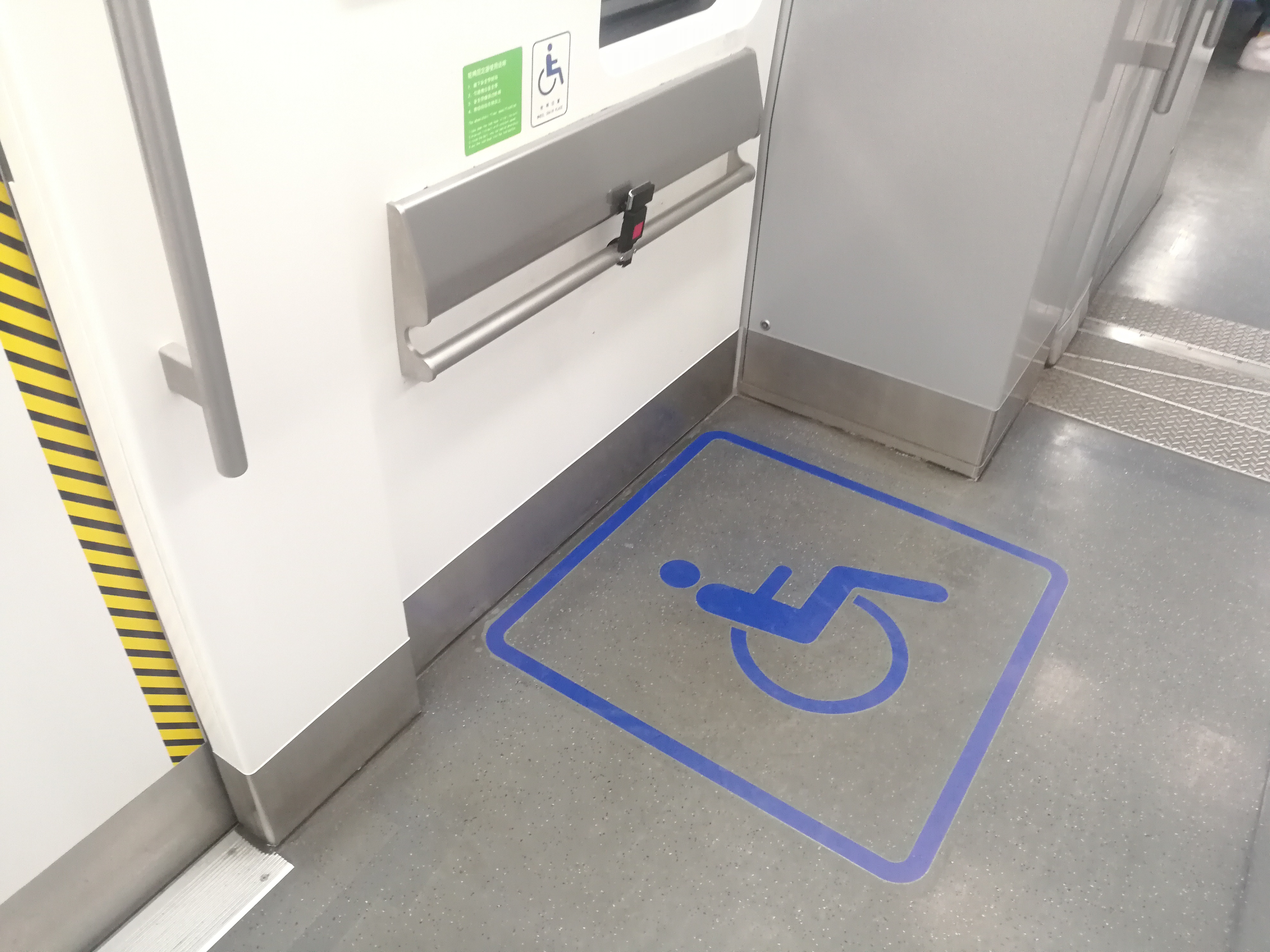
轮椅固定区

## 驾驶室改造
燕房线运行初期，列车的操作台与车厢之间以经过丝网印刷处理的聚碳酸酯挡板隔离。此后配合燕房线过渡为 GoA4 模式，列车的驾驶室经过了两次改造。
- 第一次改造于2018年9月~12月间进行，将黑色挡板更换为透明玻璃，并卸下间壁门的把手以防止磕碰到乘客[35]。
- 第二次改造于2021年9月~12月间进行，逐步拆除了所有列车的驾驶室隔板[36][37]。

通过两次改造，所有 DKZ76 型列车均实现了开放驾驶室的目标。

## 主题列车
DKZ76 型列车中，曾有两组列车采用主题涂装，分别为“未来号”与“方方号”。
- 未来号（YF006）是燕房线开通试运营时的首发列车，以蓝白二色为装饰基调，张贴有“京燕之旅，惊艳科技”等标语，风格清新自然且富有科技感[4]。
- 方方号（YF008）是房山区推广城市文创产品的重要成果之一，以橘黄色为装饰基调，采用扁平化设计，带领乘客探索房山城市吉祥物“方方”背后的秘密[38]。

两组列车现均已撤去涂装，与其他“海豚号”无异。